# Diplomatica

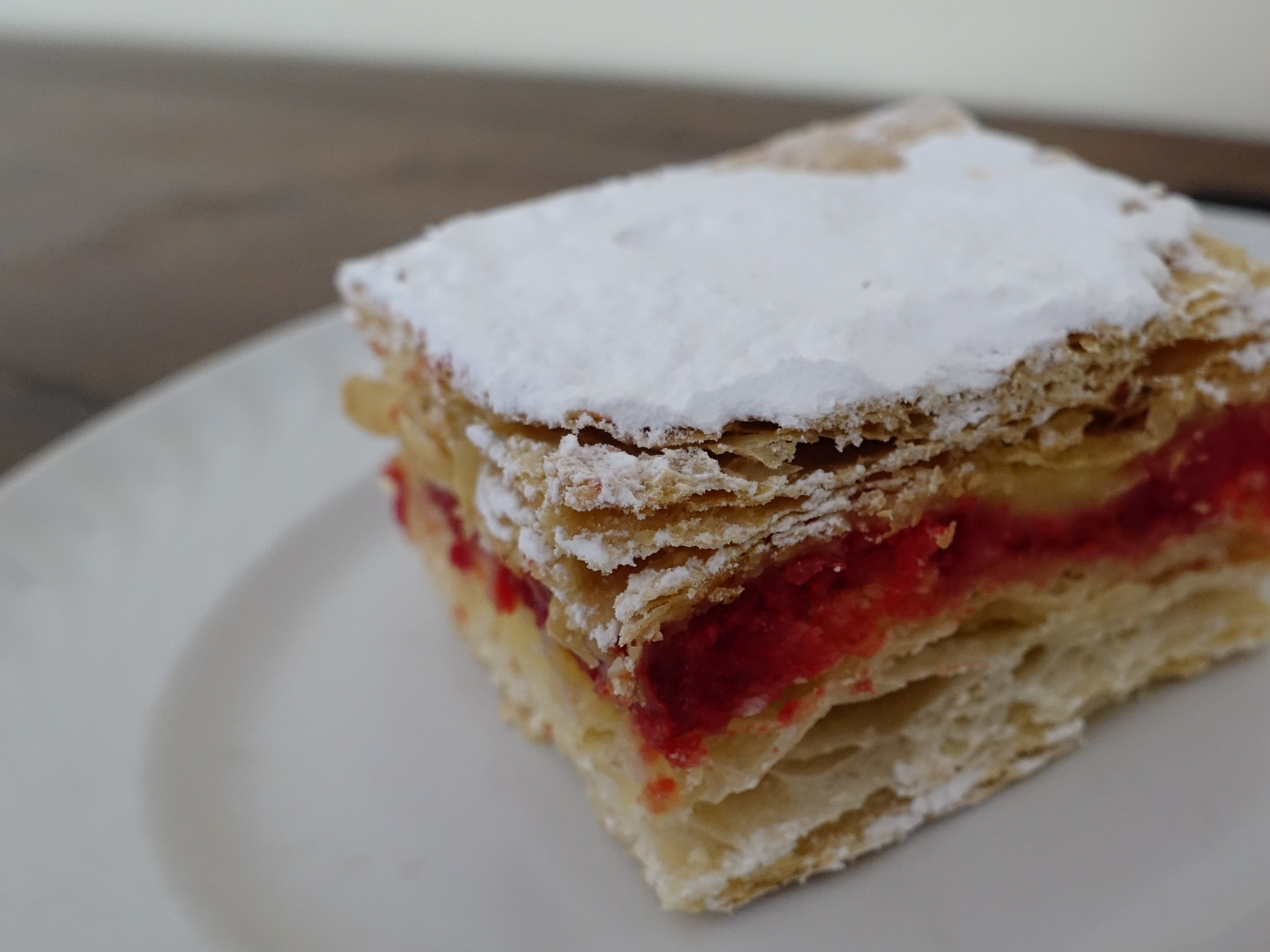
Ein Stück "Torta Diplomatica"

Diplomatica ist ein italienischer Schichtkuchen (auch Torta Diplomatica oder Diplomatico), der aus Blätterteig, likörgetränktem Biskuitteig und mit Schlagsahne vermischter Konditorcreme – der Crema Diplomatica – besteht.

## Geschichte
Die Herkunft des Namens und des Rezepts ist unklar. Eine Variante ist, dass im 15. Jahrhundert der Herzog von Parma dem Herzog von Mailand, Francesco Sforza, diese Süßspeise kredenzen ließ. Speziell unter Sforza wurde die moderne Diplomatie entwickelt: 1455 gründete er die erste Botschaft in einem fremden Staat. Für diese Wortherkunftsthese spräche, dass das Wort Diplomatie auf das griechische διπλός zurückgeht, was "doppelt" bedeutet und sich in der spiegelbildlichen Anordnung der Schichten der Torta Diplomatica widerspiegelt.
Ebenso ist eine Herkunft aus anderen italienischen Regionen denkbar, wo das Tränken von Backwaren mit Likör wie bei der Zuppa Inglese gebräuchlich ist.

## Zubereitung
Den Boden bildet eine Schicht aus gebackenem Butter-Blätterteig, der zusätzlich nach dem Backen mit Puderzucker überstäubt und karamellisiert wurde. Auf diesen wird als zweite Schicht eine mit einem Drittel Schlagsahne legierte Konditorcreme aufgebracht. Die dritte Schicht ist ein bereits gebackener Biskuitteig, der mit Zuckersirup und auch bei Zuppa Inglese verwendetem Alchermes-Likör getränkt wurde. Als vierte Schicht folgt wieder die Konditorcreme-Schlagsahne-Mischung. Schicht Nummer 5 ist Blätterteig. Abschließend wird die Torte mit Puderzucker bestäubt.